# Mérault d'Ension
Saint Mérault ou  Mayrulfus ou Méraut, né à Boismé au VIe siècle, est moine à l'abbaye d'Ension, puis fondateur d'une communauté de bénédictins à Boismé où il est vénéré.

## Biographie, légende
Né à Boismé au VIe siècle, Mérault devient moine à l'abbaye d'Ension,. Il revient ensuite à Boismé, où il fonde une chapelle et une communauté de bénédictins. Des pèlerinages lui étaient consacrés.
La légende raconte qu'il a rusé pour gagner un concours permettant d'avoir une plus grande paroisse, mais son concurrent lui aurait coupé la tête. Il aurait alors nettoyé sa tête à la fontaine et l'aurait remise sur ses épaules. 
On utilise depuis l'eau de sa fontaine pour guérir les maux de tête. La fontaine est restaurée en 2013. A cette occasion, les récits légendaires sur saint Mérault sont collectés et présentés.
L'ancienneté de sa vénération est attestée par une charte de 1058, indiquant que son corps repose dans l'église qui porte son vocable. 
En plus de l'église et de la fontaine, une rue porte son nom à Boismé.
Un rapprochement paraît possible avec saint Méraut (ou Mérald ou Medrald), abbé de Vendôme, fêté le 23 février, qui aurait pu être poussé vers le sud sous la pression des Normands,.